# Trygonoptera
Trygonoptera – rodzaj ryb chrzęstnoszkieletowych z rodziny Urolophidae.

## Rozmieszczenie geograficzne
Do rodzaju należą gatunki występujące w wodach okalających Australię.

## Morfologia
Długość ciała do 79,3 cm.

## Systematyka
Rodzaj zdefiniowała w 1837 roku para niemieckich ichtiologów Johannes Peter Müller i Jakob Henle w publikacji własnego autorstwa poświęconej systematyce spodoustych. Gatunkiem typowym jest (oznaczenie monotypowe) T. testacea.

### Etymologia
Trygonoptera: gr. τρυγων trugōn, τρυγονσς trugonos ‘płaszczka’; πτερον pteron ‘skrzydło, płetwa’.

### Podział systematyczny
Do rodzaju należą następujące gatunki:
- Trygonoptera galba Last & Yearsley, 2008
- Trygonoptera imitata Yearsley, Last & Gomon, 2008
- Trygonoptera mucosa (Whitley, 1939)
- Trygonoptera ovalis Last & Gomon, 1987
- Trygonoptera personata Last & Gomon, 1987
- Trygonoptera testacea Müller & Henle, 1841